# Cessna 350
Cessna 350 Corvalis — лёгкий одномоторный самолёт. Ранее производился компанией Columbia Aircraft под названием Columbia 350.
Разработан компанией Cessna. Корпус разработан с использованием композитных материалов. Модель с форсированым двигателем — Cessna 400 .
Моноплан с трёхместной кабиной.

## ЛТХ
- Количество пассажиров (max) 	3
- Крейсерская скорость (km/h) 	425
- Максимальная дальность (km) 	2542
- Максимальный вес 1.542 кг
- Стандарт пустой вес 	1043 кг
- Максимум вес полезной нагрузки 499 кг
- Вместимость топлива (для использования) 371 L